# Mimetica imperatrix
Mimetica imperatrix är en insektsart som beskrevs av Morgan Hebard 1924. Mimetica imperatrix ingår i släktet Mimetica och familjen vårtbitare. Inga underarter finns listade i Catalogue of Life.